# Nishinoumi Kajirō I
Nishinoumi Kajirō I (西ノ海 嘉治郎; 19 de febrero de 1855 – 30 de noviembre de 1908) fue un luchador de sumo profesional japonés proveniente de Sendai, Provincia de Satsuma. Es el décimo sexto (16°) yokozuna en la historia del sumo, y el primero en ser registrado oficialmente como tal en el banzuke, un acto que fortaleció el prestigio del yokozuna como el rango más alto del sumo profesional.

## Primeros años y carrera
Nishinoumi nació como Kozono Kajirō (小園 嘉次郎) el 19 de febrero de 1855. Empezó su carrera en Kioto al unirse al Establo Tokinokoe en 1873. En 1879, fue promovido a la división makuuchi, y en septiembre de ese mismo año logró alcanzar el rango de sekiwake tras un torneo conjunto organizado por las asociaciones de sumo de Kioto y Osaka. Nishinoumi fue persuadido por Takasago Uragorō, ex luchador de sumo en Osaka, para incorporarse a la Asociación de Sumo de Tokio y entrenar en su recién fundado Establo Takasago. Nishinoumi hizo su debut en Tokio en enero de 1882 con un rango especial dentro del makuuchi. Su ascenso fue rápido, logrando llegar al rango de ōzeki tan solo siete torneos después en enero de 1885. Entre sus rivales se incluyeron a sus compañeros de establo Ōdate, Ichinoya y Konishiki. Nishinoumi pronto adquirió una reputación de prodigio, y junto a sus compañeros Ichinoya y Ōdate, fue considerado uno de los Takasago Sanbagarasu (高砂三羽烏), significando "Los Tres Cuervos de Takasago", lo cual enfatizaba el poder y potencial de estos tres luchadores. En enero de 1886, Nishinoumi fue degradado al rango de sekiwake a pesar de haber obtenido un kachi-koshi (racha de victorias), esto se debió a que en aquellos tiempos un sekiwake en el lado Este del banzuke que hubiese obtenido un buen registro podía superar a un ōzeki en el mismo lado. Tras haber obtenido el equivalente a un yūshō (campeonato) con un registro de 9–0 en mayo de 1889, Nishinoumi fue promovido nuevamente al ōzeki, y tras haber obtenido otro buen registro de 7–2 en el siguiente torneo, se le fue entregada la licencia de yokozuna en marzo de 1890.

## Yokozuna
Sin embargo, la promoción de Nishinoumi causó un problema. A pesar de haber sido nombrado como yokozuna, su rango fue registrado como haridashi ōzeki en el banzuke del torneo de mayo de 1890, por debajo de su rival el ōzeki Konishiki Yasokichi I. Esto fue así debido al registro invicto de 8–0 que Konishiki había obtenido en el torneo previo. El nombre de Nishinoumi fue literalmente escrito a un lado de la hoja del banzuke lo cual hacia que se desviara de los límites del mismo. Tras levantar una queja ante las autoridades de la asociación, el rango de yokozuna fue escrito en el banzuke por primera vez en la historia del sumo. En un principio se hizo como una medida especial para complacer a Nishinoumi, pero después de este hecho el yokozuna se convirtió en un rango oficial dentro de la clasificación del sumo profesional. En la división makuuchi, Nishinoumi obtuvo un total de 127 victorias y 37 derrotas, manteniendo un porcentaje del 77,4%.

## Retiro y fallecimiento
Tras su retiro en enero de 1896, Nishinoumi se convirtió en maestro/anciano dentro de la Asociación de Sumo de Tokio utilizando el nombre Izutsu, y lideró el establo epónimo como maestro principal. Durante esta etapa produjo a varios luchadores de alto rango provenientes de la Prefectura de Kagoshima, entre los que se encontraba el vigésimo quinto (25°) yokozuna Nishinoumi Kajirō II (el bisabuelo del décimo cuarto maestro Izutsu, Sakahoko) y el cual lo sucedió en el cargo tras fallecer en 1908 por una insuficiencia cardíaca.

## Historial
| Año | Primavera                      | Verano                          |
| --- | ------------------------------ | ------------------------------- |
| 1882 | Maegashira Este #9 5–1–3 1E    | Maegashira Este #9 4–3–2 1E     |
| 1883 | Maegashira Oeste #5 5–2–1 2E   | Komusubi Oeste 3–1–5 1E         |
| 1884 | Sekiwake Oeste 5–1–1 3E        | Sekiwake Oeste 5–2–1 1E 1R      |
| 1885 | Ōzeki Oeste 3–0–2 5E           | Ōzeki Oeste 6–1–1 2E            |
| 1886 | Sekiwake Oeste 4–2–1 2E 1R     | Sekiwake Oeste 5–3–1 1E         |
| 1887 | Sekiwake Oeste 4–1–4 1E        | Komusubi Oeste 1–0–9            |
| 1888 | Komusubi Oeste 5–2–2 1E        | Komusubi Oeste 6–2–1 1E         |
| 1889 | Sekiwake Oeste 6–1–1 2E        | Sekiwake Oeste 9–0–1 No oficial |
| 1890 | Ōzeki Oeste 7–2–1              | Yokozuna Este 3–1–5 1E          |
| 1891 | Yokozuna Este 7–2–1            | Yokozuna Este 3–1–6             |
| 1892 | Yokozuna Este 1–1–8            | Yokozuna Este 6–1–2 1R          |
| 1893 | Yokozuna Este 6–3–1            | Yokozuna Este 5–3–2             |
| 1894 | Yokozuna Este 7–0–3 No oficial | No participó                    |
| 1895 | Yokozuna Este 4–0–6            | Yokozuna Este 2–1–6 1R          |
| 1896 | Yokozuna Este 0–0–10 Retirado  | x                               |
| Resultados mostrados como victoria–derrota–ausencia Campeón en primera división Retirado Divisiones bajas Leyenda: E: Empate (引分); R: Retención (預り); SR: Sin resultado Divisiones: Makuuchi — Jūryō — Makushita — Sandanme — Jonidan — Jonokuchi Rangos del Makuuchi: Yokozuna — Ōzeki — Sekiwake — Komusubi — Maegashira |                                |                                 |

*Antes del torneo de verano de 1909, los campeonatos no se entregaban a los luchadores con el mejor registro, por ende, los campeonatos listados arriba son considerados como "no oficiales" en la actualidad. Para mas información ver yūshō.